# Новицкий, Сергей Николаевич

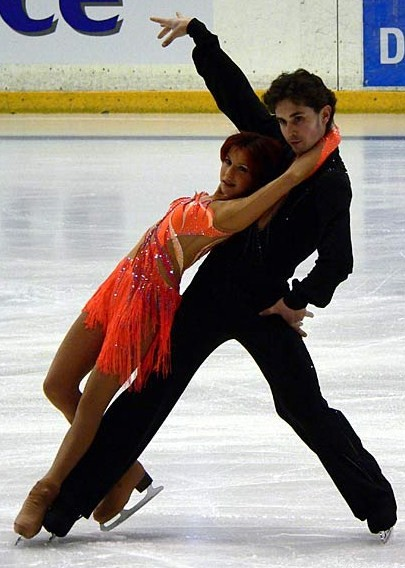
Яна Хохлова и Сергей Новицкий на своём дебютном чемпионате Европы 2006 года.

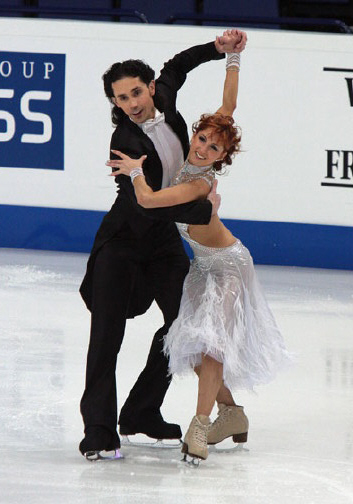
Яна Хохлова и Сергей Новицкий чемпионате Европы 2009 года.

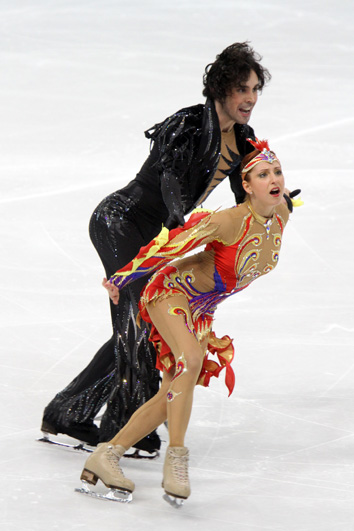
Яна Хохлова и Сергей Новицкий в программе «Жар-птица» на Олимпийских играх 2010 года.

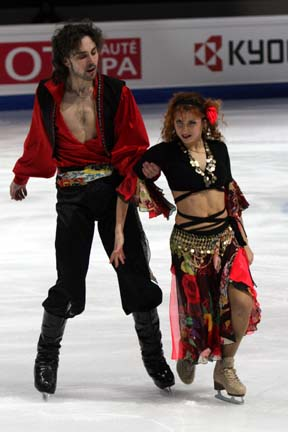
Яна Хохлова и Сергей Новицкий в программе «Очи чёрные» на показательных выступлениях в финале Гран-при 2007-2008

Сергей Николаевич Новицкий (род. 16 мая 1981 в Москве) — российский фигурист, выступавший в танцах на льду с Яной Хохловой. Они чемпионы Европы (2009) и двукратные чемпионы России (2008 и 2009), двукратные чемпионы зимних Универсиад (2003 и 2005) и бронзовые призёры чемпионатов мира (2008). Заслуженный мастер спорта России (2009).

## Спортивная карьера
Сергея в спортивную школу в четыре года привела бабушка. Сначала он занимался одиночным катанием, но не смог продвинуться дальше двойных прыжков. Поэтому перешёл в танцы возрасте 13 лет.
Первая партнёрша — Наталья Лепетюха, приняла решение совсем уйти из спорта, и в 2001 году Сергей стал выступать в паре с Яной Хохловой. Тренер Александр Свинин и хореограф Ирина Жук работали с парой начиная с 2003 года, ранее Яна и Сергей тренировались у Ларисы Филиной.
Первым крупным успехом была бронза на чемпионате России 2005 года.
Они повторили этот результат в 2006 году, что позволило им принять участие в Олимпиаде в Турине. Там они стали двенадцатыми.
В 2007 году Яна и Сергей становятся серебряными призёрами чемпионата России, четвёртыми на чемпионате Европы и восьмыми на чемпионате мира.
В 2008 году, в отсутствие лидеров российской сборной Оксаны Домниной—Максима Шабалина, Хохлова и Новицкий выигрывают чемпионат России. На чемпионатах Европы и мира того же года они становятся третьими.
В сезоне 2008—2009 годов костюмы для выступлений пары были разработаны известным российским модельером Вячеславом Зайцевым.
На этапе Гран-при «Cup of Russia 2008» Хохлова и Новицкий впервые в карьере, в очной борьбе, обыграли первую пару страны Оксану Домнину и Максима Шабалина. В финале Гран-при Хохлова и Новицкий снялись с соревнований после разминки из-за сильного пищевого отравления у Сергея. На чемпионате России пара защитила свой чемпионский титул. На чемпионате Европы 2009 года, в отсутствии лидеров европейских танцев на льду Домниной и Шабалина, а также Делобель и Шонфельдера, Яна Хохлова и Сергей Новицкий впервые в карьере завоёвывают золотую медаль. На чемпионате мира 2009 года, будучи в числе претендентов на призовые места, выступили неудачно и заняли лишь 6-е место.
В олимпийском сезоне, 2009—2010, Хохлова и Новицкий неудачно выступили в серии Гран-при — заняли только 4-е место в Китае, и хотя, они стали 2-ми в США, в финал вошли лишь запасными. Впоследствии в связи с отказом от участия в финале американской пары Танит Белбин и Бенжамин Агосто, имели возможность принять участие в соревнованиях, но отказались по медицинским причинам. После Гран-при, дуэт и его тренеры приняли решение поменять произвольный танец. В чемпионате России-2010 дуэт не участвовал из-за обострившейся травмы колена у Сергея, но, по решению тренерского совета федерации фигурного катания, был включён в состав сборной команды на чемпионат Европы, где стали бронзовыми призёрами. На Олимпиаде в Ванкувере Яна Хохлова и Сергей Новицкий соревнования танцевальных пар завершили на девятом месте, улучшив свой результат четырёхлетней давности на три позиции. Через день после завершения турнира они улетели в Москву, готовиться к чемпионату мира в итальянском Турине, куда они после завершения любительской карьеры Оксаной Домниной и Максимом Шабалиным ехали в статусе первой пары. В Турине пара выступила неудачно. В обязательной программе Хохлова и Новицкий показали пятый результат, а в оригинальном танце дуэт постигла техническая неудача — Хохлова споткнулась в дорожке шагов, и итоговые баллы оказались катастрофическими: их хватило лишь на девятое место. После этого пара без объяснения причин снялась с турнира. Позже, появились пояснения, что причиной отказа от продолжения соревнований явилось очередное обострение травмы колена у Сергея.
По окончании сезона Сергей Новицкий принял решение о завершении карьеры из-за этой травмы.

## После спорта
В 2010 году в паре с певицей Светланой Светиковой принял участие в проекте Первого канала «Лёд и пламень».
В настоящее время работает тренером и хореографом.

## Программы
(с Я. Хохловой)
| Сезон     | Оригинальный танец                                         | Произвольный танец | Показательные выступления         |
| --------- | ---------------------------------------------------------- | --- | --------------------------------- |
| 2009—2010 | «Вдоль по Питерской»                                       | «Полюшко-поле» Лев Книппер Музыка из балета «Жар-птица» Игорь Стравинский и «Аквариум» из сюиты «Карнавал животных» Камиль Сен-Санс | «Hotel California» The Eagles     |
| 2008—2009 | Sam's Blues Сэм Тейлор Puttin' On the Ritz                 | Рапсодия на тему Паганини Сергей Рахманинов и Каприс 24 Никколо Паганини                                                            | «Не пара» Потап и Настя           |
| 2007—2008 | Two Guitars Поль Мориа                                     | «Ночь на лысой горе» Модест Мусоргский и «В пещере горного короля» из сюиты «Пер Гюнт» Эдвард Григ                                  | «Очи чёрные»                      |
| 2006—2007 | «Tango Jalousie» Якоб Гаде                                 | «Aranjuez Mon Amour» Хоакин Родриго                                                                                                 | «Stop» Сэм Браун                  |
| 2005—2006 | Rhumba: Derroche Cha Cha: Balla El Baile Del Ombligo Samba | Flamenco Bolero | «Şımarık» Таркан «Stop» Сэм Браун |
| 2004—2005 | «Sing, Sing, Sing» и «Fever»                               | Саундтрек к фильму «Пираты Карибского моря»                                                                                         | «Stop» Сэм Браун                  |
| 2003—2004 | «Heartbreak Hotel & Hard Headed Woman» Элвис Пресли        | «Половецкие пляски» Александр Бородин                                                                                               | «Şımarık» Таркан                  |

## Спортивные достижения

### Результаты после 2006 года
(с Я. Хохловой)
| Соревнования                        | 2006—2007 | 2007—2008 | 2008—2009 | 2009—2010 |
| ----------------------------------- | --------- | --------- | --------- | --------- |
| Зимние Олимпийские игры             |           |           |           | 9         |
| Чемпионаты мира                     | 8         | 3         | 6         | WD        |
| Чемпионаты Европы                   | 4         | 3         | 1         | 3         |
| Чемпионаты России                   | 2         | 1         | 1         |           |
| Финалы Гран-При                     | 5         | 5         | WD        |           |
| Этапы Гран-при:Skate America        |           |           |           | 4         |
| Этапы Гран-При:Cup of China         | 3         |           | 3         | 2         |
| Этапы Гран-При:Trophee Eric Bompard |           | 2         |           |           |
| Этапы Гран-При:NHK Trophy           | 2         | 3         |           |           |
| Этапы Гран-при:Cup of Russia        |           |           | 1         |           |
| Командный чемпионат мира            |           |           | 4/5*      |           |

WD = снялись с соревнований
- * — место в личном зачете/командное место

### Результаты до 2006 года

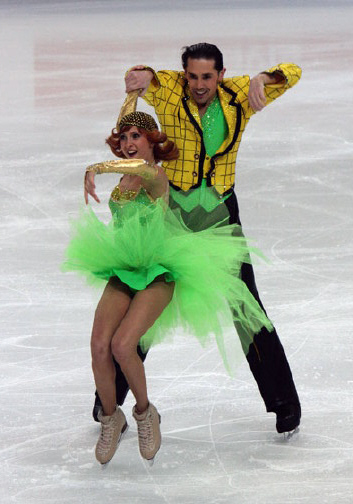
Яна Хохлова и Сергей Новицкий на чемпионате Европы 2009 года.

(с Я. Хохловой)
| Соревнования                        | 2001—2002 | 2002—2003 | 2003—2004 | 2004—2005 | 2005—2006 |
| ----------------------------------- | --------- | --------- | --------- | --------- | --------- |
| Олимпиады                           |           |           |           |           | 12        |
| Чемпионаты мира                     |           |           |           |           | 12        |
| Чемпионаты Европы                   |           |           |           |           | 10        |
| Чемпионаты России                   | 7         | 5         | 4         | 3         | 3         |
| Этапы Гран-При:Trophee Eric Bompard |           |           |           |           | 6         |
| Этапы Гран-При:NHK Trophy           |           |           | 6         |           | 4         |
| Этапы Гран-при:Cup of Russia        |           |           |           | 7         |           |
| Этапы Гран-При:Skate Canada         |           |           |           | 6         |           |
| Nebelhorn Trophy                    |           |           | 2         |           |           |
| Зимние Универсиады                  |           | 1         |           | 1         |           |

(С Лепетюхой)
| Соревнования                                 | 2000—2001 | 2001—2002 |
| -------------------------------------------- | --------- | --------- |
| Чемпионат России среди юниоров               | 8         |           |
| 2001-2002 Этап юниорского Гран-При, Болгария |           | 6         |